# Google Allo
Google Allo är en chatt-app för snabbmeddelanden som utvecklats av Google för smartphones. Den tillkännagavs vid Google i/O den 18 maj 2016. Google Allo är integrerad med en "preview edition" av Google Assistant. Appen finns tillgänglig för Android och IOS.
Tjänsten lades ner april 2019.